# Li Yan (calciatore 1980)
Li Yan (李彦S, Lǐ YànP; Shanghai, 20 giugno 1980) è un ex calciatore cinese, di ruolo centrocampista.